# Hemstas naturreservat
Hemstas naturreservat är ett naturreservat i Enköpings kommun i Uppsala län.
Området är naturskyddat sedan 1988 och är 25 hektar stort. Reservatet består av hagmark, flacka gravkullar och stensättningar samt ristningen Hemstahällen.

## Bilder från reservatet

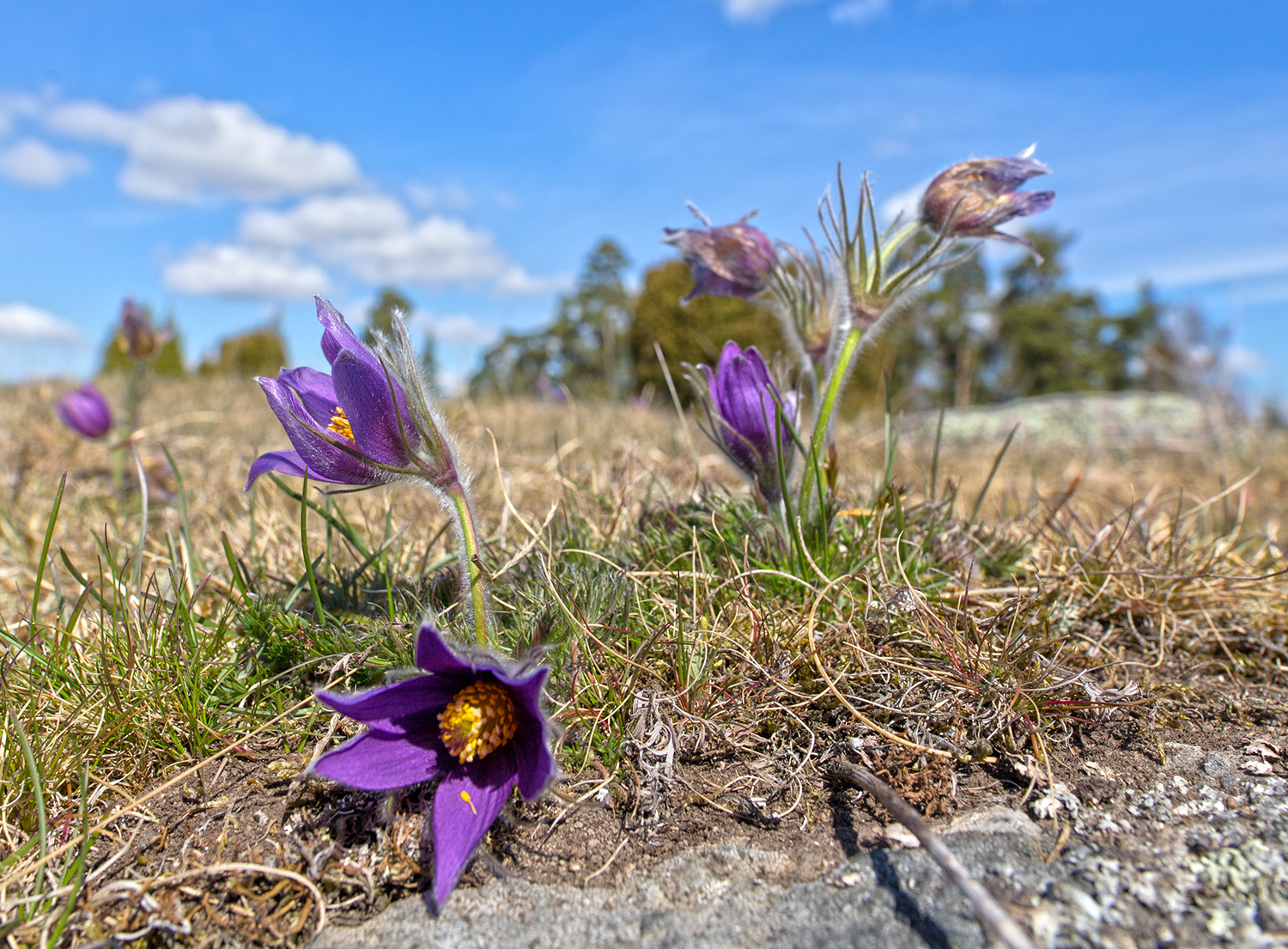
Backsippor (Pulsatilla vulgaris).
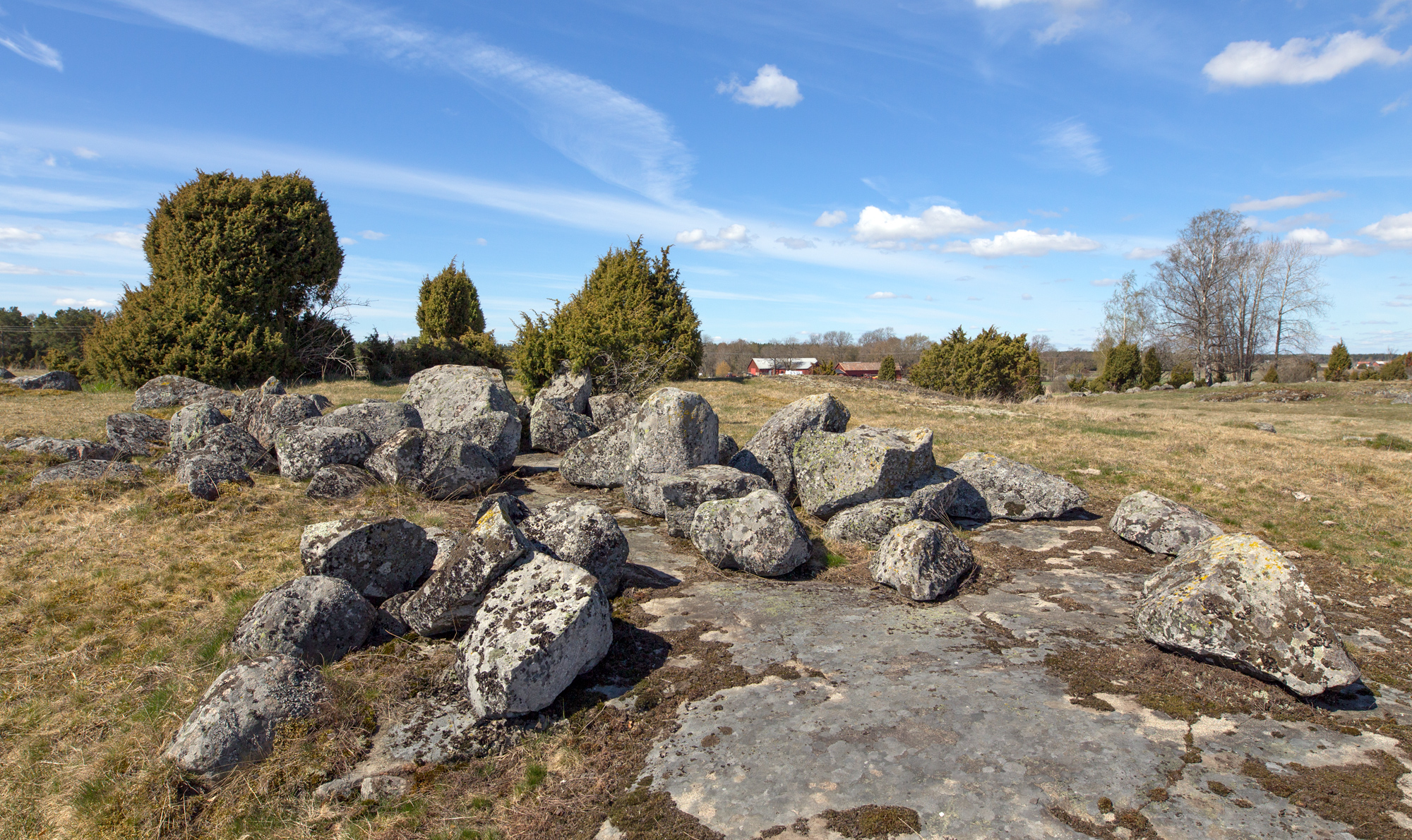
Stenblock upplockade från åkrarna.
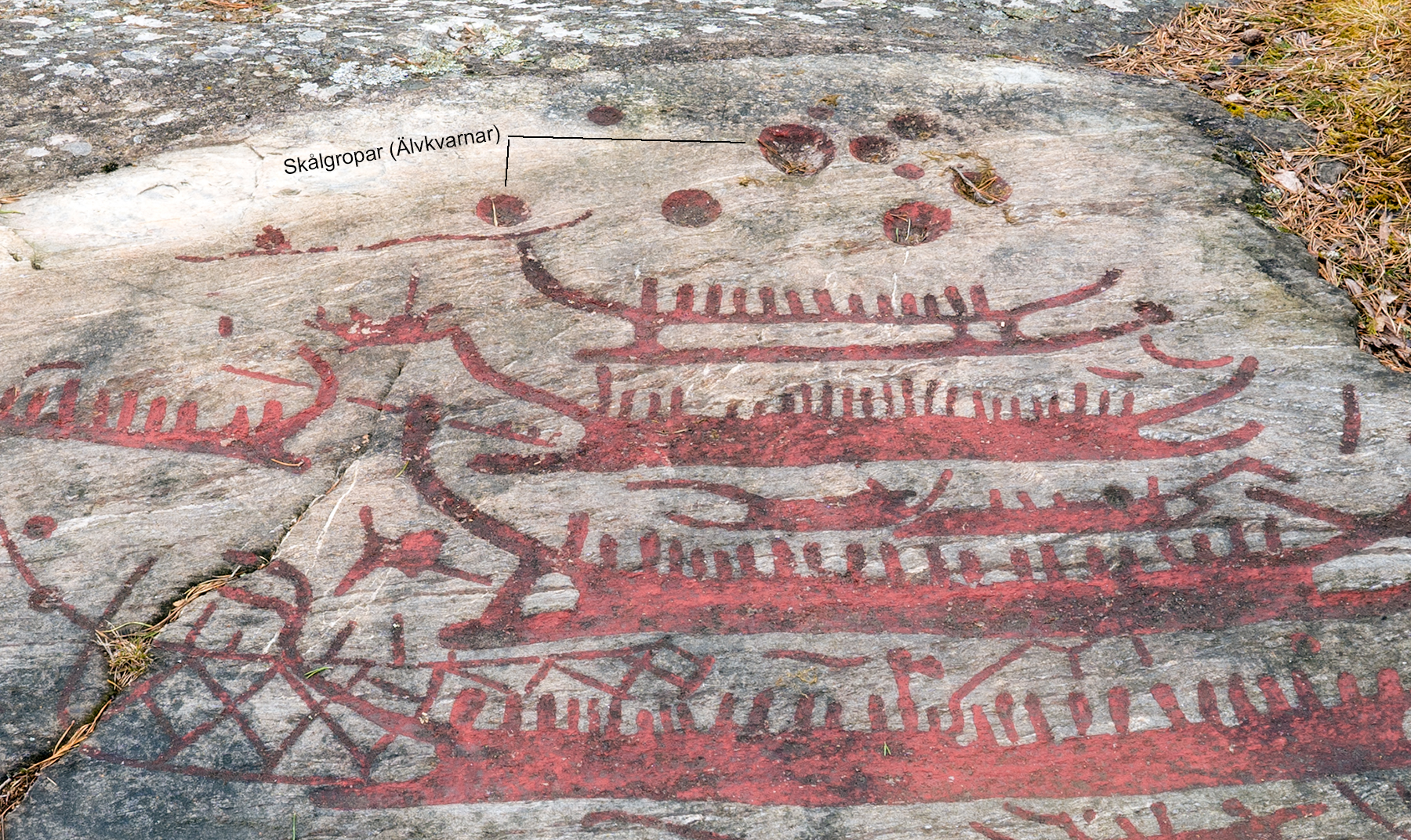
Hällristning - högst upp s.k. skålgropar.